# Grand Prix automobile d'Espagne 1928
Le Grand Prix automobile d'Espagne 1928 est un Grand Prix qui s'est tenu sur le circuit de Lasarte le 29 juillet 1928.

## Classement de la course
| Pos. | Pilote            | Châssis          | Tours | Temps/Abandon  |
| ---- | ----------------- | ---------------- | ----- | -------------- |
| 1    | Louis Chiron      | Bugatti Type 35C | 15    | 2 h 25 min 0 s |
| 2    | Georges Bourianou | Bugatti Type 35  | 15    | + 5 min 14 s   |
| 3    | « Delemer »       | E.H.P.           | 15    | + 5 min 37 s   |
| 4    | « Christian »     | Lombard          | 15    | + 10 min 43 s  |
| 5    | Robert Laly       | Ariès            | 15    | + 10 min 51 s  |
| 6    | Cyril de Vere     | Chrysler         | 15    | + 11 min 24 s  |
| 7    | Henri Stoffel     | Chrysler         | 15    | + 13 min 18 s  |
| 8    | Arthur Duray      | Ariès            | 15    | + 16 min 35 s  |
| 9    | « Moran »         | Rally            | 15    | + 17 min 26 s  |
| 10   | « Larrinaga »     | Rally            | 15    | + 23 min 59 s  |

## Pole position et record du tour
- Pole position :  Inconnu
- Meilleur tour en course :  Georges Bourianou (Bugatti).